# جورج هاسلام
جورج هاسلام (بالإنجليزية: George Haslam)‏ هو عازف جاز بريطاني، ولد في 22 فبراير 1939 في برستون في المملكة المتحدة.

## وصلات خارجية
- جورج هاسلام على موقع ميوزك برينز (الإنجليزية)
- جورج هاسلام على موقع أول ميوزيك (الإنجليزية)
- جورج هاسلام على موقع ديسكوغز (الإنجليزية)